# I'd Do Anything (Dead or Alive)
I'd Do Anything è una canzone dei Dead or Alive, co-prodotta da Zeus B. Held e pubblicata come terzo singolo dell'album Sophisticated Boom Boom nel 1984.
Il singolo si aggiudicò il triste record di essere il terzo singolo consecutivo della band a non entrare nella Top75 del Regno Unito, posizionandosi infatti in classifica alla posizione numero 79. Fu il singolo successivo, la cover di That's the Way (I Like It) a dare successo ai Dead Or Alive.
Il singolo fu il primo della band ad essere pubblicato con annesso video musicale.

## Classifica
| Nazione     | Posizione |
| ----------- | --------- |
| Regno Unito | 79        |